# Temps d'assentament

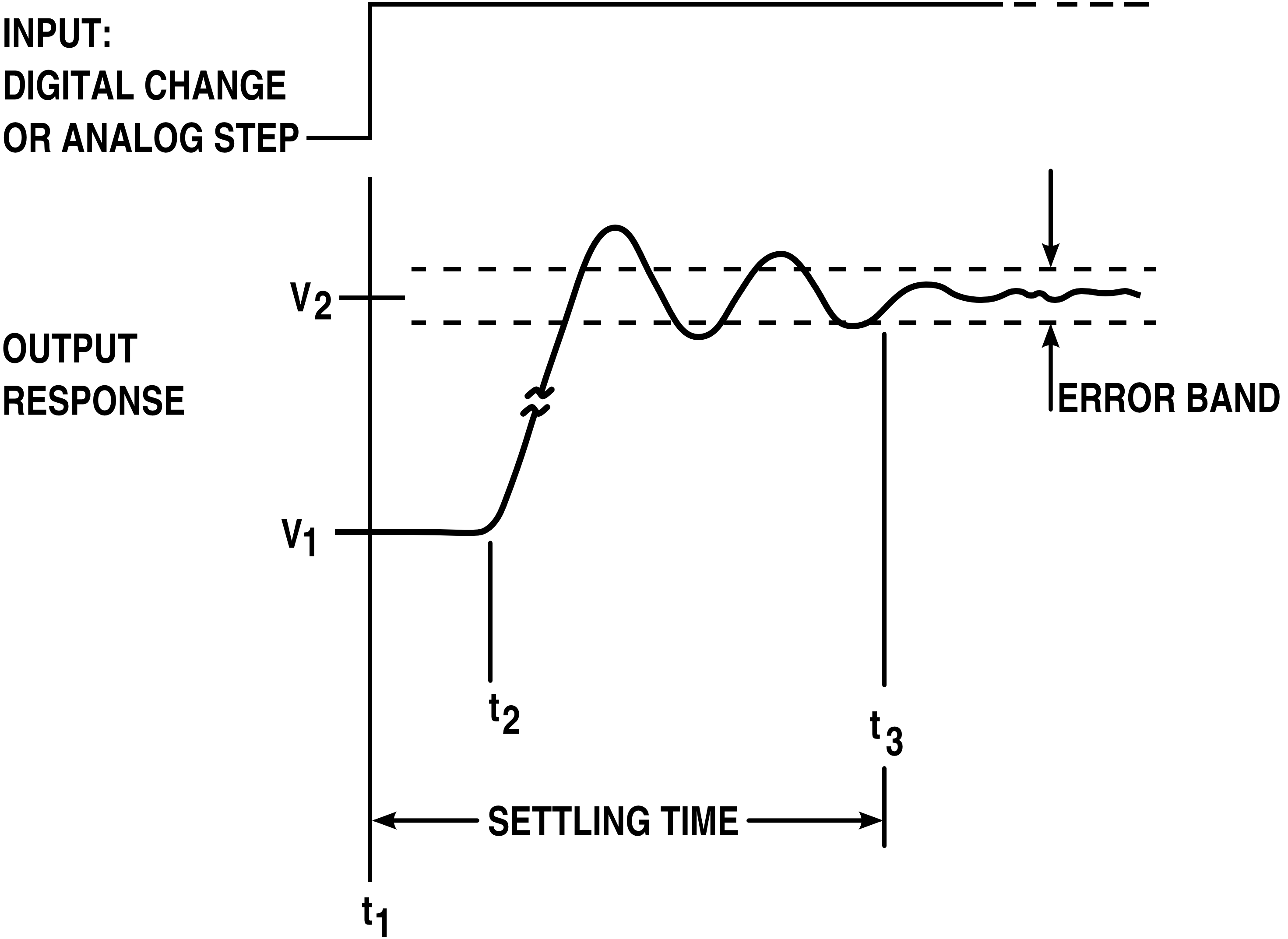
El temps de fixació és el temps necessari perquè una sortida arribi i romangui dins d'una banda d'error determinada després d'algun estímul d'entrada.

En teoria de control, el temps d'assentament d'un sistema dinàmic com un amplificador o un altre dispositiu de sortida és el temps transcorregut des de l'aplicació d'una entrada de pas instantània ideal fins al moment en què la sortida de l'amplificador ha entrat i es manté dins d'una banda d'error especificada.
El temps d'assentament inclou un retard de propagació, més el temps necessari perquè la sortida s'ajusti a les proximitats del valor final, es recuperi de la condició de sobrecàrrega associada amb slew i, finalment, s'estableixi dins de l'error especificat.
Els sistemes amb emmagatzematge d'energia no poden respondre instantàniament i presentaran respostes transitòries quan estiguin sotmesos a entrades o pertorbacions.

## Definició
Tay, Mareels i Moore (1998) van definir el temps d'assentament com "el temps necessari perquè la corba de resposta arribi i es mantingui dins d'un interval d'un percentatge determinat (normalment el 5% o el 2%) del valor final".

## Detall matemàtic
El temps d'assentament depèn de la resposta del sistema i de la freqüència natural.
El temps d'assentament per a un sistema d'amortiment insuficient de segon ordre que respon a una resposta esglaonada es pot aproximar si la relació d'amortiment {\displaystyle \zeta \ll 1} per{\displaystyle T_{s}=-{\frac {\ln({\text{tolerància}}\times {\sqrt {1-\zeta ^{2}}})}{{\text{relació d'esmortiment}}\times {\text{freq.natural}}}}}Per tant, si la relació d'amortiment {\displaystyle \zeta \ll 1}, el temps de liquidació dins del 2% = 0,02 és:{\displaystyle T_{s}=-{\frac {\ln(0.02)}{\zeta \omega _{n}}}\approx {\frac {3.9}{\zeta \omega _{n}}}}